# Friedrich Ludwig Paulmann
Friedrich Ludwig Paulmann (auch: Ludwig Paulmann geboren 23. Juni 1806; gestorben am 21. April 1872) war ein deutscher Hof-Kupferschmied und Kupferwaren-Fabrikant.

## Leben
Friedrich Ludwig Paulmann wurde während der Personalunion zwischen Großbritannien und Hannover im Kurfürstentum Braunschweig-Lüneburg als Sohn von Kupferschmiedeamtsmeister und Kammerarius Johann Julius Eberhard Paulmann (geboren 12. Juli 1780; gestorben 12. Dezember 1861) und dessen Frau Sophie Charlotte geb. Andrae (geboren 29. Oktober 1783; gestorben 10. Oktober 1860) geboren zur sogenannten „Franzosenzeit“.

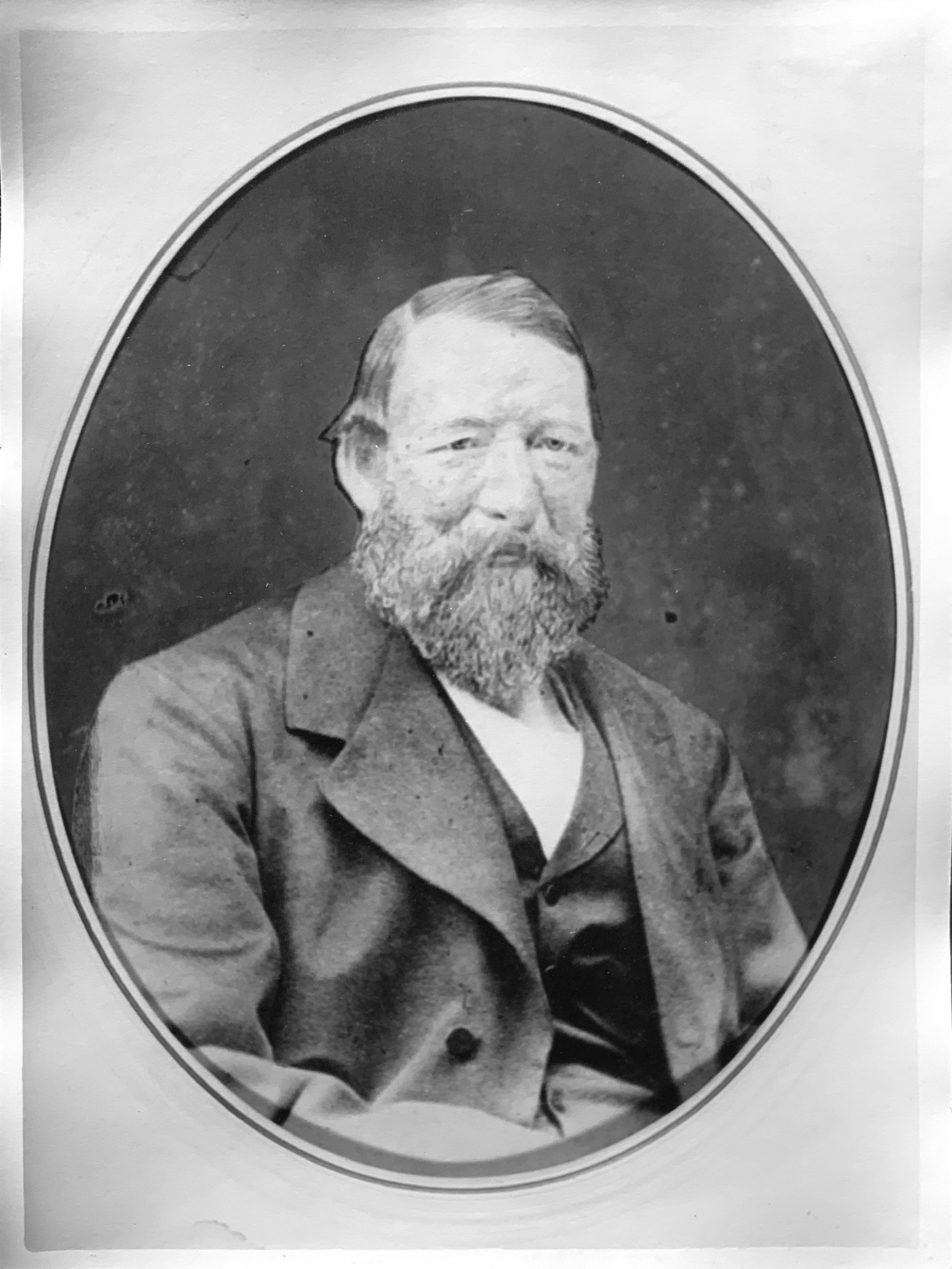
Friedrich Ludwig Paulmann

Nach seiner Ausbildung zum Kupferschmied erwarb er seinen Meistertitel und war bald ein gefragter Fachmann in der Residenzstadt des Königreichs Hannover. Zu Beginn der Industrialisierung erwählte der Gewerbeverein für das Königreich Hannover im Jahr 1835 den Kupferschmiedmeister und selbständigen Kupferwaren-Fabrikanten zum Sachverständigen seines Faches zur Beurteilung von Exponaten auf den Gewerbeausstellungen des Königreichs. Sein Sohn Julius Louis Paulmann (geboren 27. Mai 1836; gestorben am 14. Mai 1892) war ebenfalls Kupferschmied und später Salinenbesitzer in Bad Münder.
Am 5. Januar 1837 wurde der Unternehmer, der bald mit dem Titel als Hof-Kupferschmied firmieren konnte, als Logenbruder Mitglied der Johannis-Freimaurerloge Zum schwarzen Bär im Orient von Hannover. Keine zwei Jahrzehnte später wurde auch sein Sohn Julius Louis Paulmann am 1. April 1856 in die Loge aufgenommen.
Unterdessen erwarb das Königshaus von Hannover, die Welfen, insbesondere für die Küchenausstattungen ihrer Besitzungen, handgefertigte Stücke mit der Herstellermarke „Paulmann Hannover“. So etwa einen Wasserkessel mit den eingeschlagenen Buchstaben „S.R.K“ für „Schloss Residenz Küche“ sowie zur Unterscheidung „N. 2“. Ein anderes als „rotes Gold“ bezeichnetes Kunstwerk Paulmanns für das Welfenhaus wurde mit einem Schlagstempel versehen mit einem ligierten Monogramm mit Königskrone und den Buchstaben „R. B.“ für die Residenz Braunschweig und trägt zudem die Nummer „9“.
Noch 1865 bewohnte der Hofkupferschmied „Paulmann, L.“ in der Calenberger Neustadt das erste Stockwerk des Hauses Bäckerstraße 48, während der Kupferschmied „Paulmann, J. L.“ im Parterre des Hauses seinem Gewerbe nachging.
2017 gelang eine aus 30 Stücken bestehende „Sammlung höfisches Küchenkupfer aus Schloss Celle, Niedersachsen“ über das Schmidt Kunstauktionshaus Dresden zur Versteigerung. Das Kupfergeschirr aus der Provenienz des letzten hannoverschen Kronprinzen Ernst August von Hannover aus Gmunden war überwiegend mit dem Herstellerstempel „F. L. Paulmanns jun.“ versehen.
In der Gründerzeit des Deutschen Kaiserreichs offerierte die Firma „Carl Paulmann, (vormals J. L. Paulmann & Co.) Metallgießerei in Hannover“ beispielsweise 1872 in der Beilage zu den Fliegenden Blättern Schlaglot für Kupferschmiede, Gürtler, Maschinen- und Bronzewarenfabriken.
Der Lebensmittelchemiker Wilhelm Paulmann war sein Enkelsohn.